# Joakim Garpe

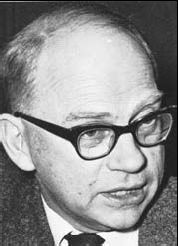
Joakim Garpe

Daniel Anders Joakim Garpe, född 8 april 1905 i Dala-Järna, död 28 juli 1992 i Sankt Görans församling, var en svensk politiker (socialdemokrat) och Storstockholms borgarråd 1954-1964.
Garpe var en av de män som kom att bli måltavla för mycket av den kritik som riktades mot Norrmalmsregleringen, den bebyggelsemässiga omdaningen av Stockholms city, under det sena 1960-talet och 70-talet.

## Liv och verk

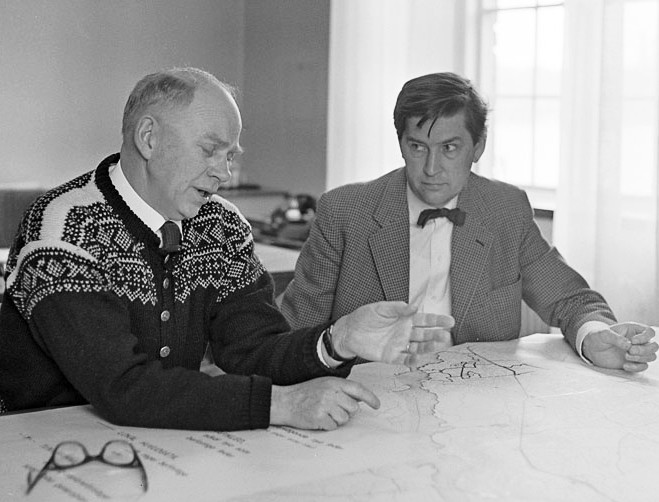
Tillsammans med stadsarkitekt Torsten Westman 1963.

Joakim Garpe blev filosofie magister i Uppsala 1925. År 1928 blev han assistent vid Stockholms stadsbibliotek och 1935 sekreterare inom undervisningsroteln i Stockholms stad. Efter tjänstgöring som stadssekreterare och kanslichef blev han 1950 organisationsdirektör vid stadskansliet och 1954–64 borgarråd med ansvar för Stor-Stockholmsfrågor. Ordförande i Stor-Stockholms planeringsnämnd under tre mandatperioder 1958–67. Under tiden 1964–69 var han ordförande i humanist-teologiska fakultetsberedningen.
Garpe blev den förste innehavaren av den nionde borgarrådsposten för Stor-Stockholm. 1954 års val resulterade i en mycket knapp seger för de borgerliga och de borgerliga accepterade nu inte att de åtta borgarrådsposterna delades lika mellan blocken. Samtidigt vägrade Socialdemokraternas starke man finansborgarrådet Hjalmar Mehr en fördelning 5-3 för de borgerliga. I det då uppkomna läget accepterades på Mehrs förslag en nionde borgarrådspost med ansvar för Stor-Stockholmsfrågor, vilken besattes av socialdemokraten och Mehrs nära medarbetare Joakim Garpe.
Garpe blev hedersdoktor vid Göteborgs universitet 1968. Han var bror till redaktör Ingemar Garpe.
Joakim Garpe är begravd på Bromma kyrkogård.